# Pel·lícula concert
Una pel·lícula concert, o concert pel·lícula, és un tipus de pel·lícula documental el tema del qual és la interpretació en directe (concert) d'un músic o comediant. Alguns exemples són Pink Floyd: Live at Pompeii, The Last Waltz o Justin Bieber: Never Say Never.